# قراچه (شهرستان بازارقرغون)
قراچه (به لاتین: Karacha) یک منطقهٔ مسکونی در قرقیزستان است که در شهرستان بازارقرغون واقع شده‌است. قراچه ۲٬۵۲۳ نفر جمعیت دارد و ۸۰۳ متر بالاتر از سطح دریا واقع شده‌است.